# Alexandros Rhizos Rhankaves

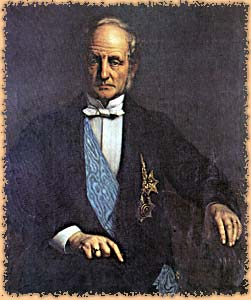
Alexandros Rhankaves

Alexandros Rhizos Rhankaves, auch Rhangabe, Rhangavis (griechisch Ἀλέξανδρος Ῥίζος Ῥαγκαβής; * 27. Dezember 1809 in Konstantinopel; † 16. Januar 1892 in Athen) war ein griechischer Dichter, Literaturwissenschaftler und Diplomat des 19. Jahrhunderts.

## Leben
Aus einem Phanariotengeschlecht der Rhizoi Rhankavi stammend, wuchs Rhankaves in Bukarest im Palast des mit ihm verwandten Fürsten der Walachei Alexandros Soutsos auf, sowie in Brașov und schließlich in Odessa, wo er das Gymnasium besuchte. Ab 1825 studierte er an der Bayerischen Kriegsakademie in München. 1829 tat er als Leutnant der Artillerie ins Griechische Heer in Nafplio ein, aus dem er aber alsbald wieder ausschied, da er nicht in dem ihm zustehenden Dienstgrad eingestellt worden war. Anschließend diente er in verschiedenen Regierungspositionen: so von 1831 bis 1841 im Erziehungsministerium, wo er an der Organisation der Mittelschulen und Universitäten beteiligt war, sowie anschließend bis 1844 im Außenministerium, wo er vor allem mit der Bekämpfung der Seeräuberei befasst war. Im selben Jahr schied er zwangsweise aus dem Staatsdienst aus, da er als Nichtgrieche, der er offiziell war, fortan nicht mehr im Staatsdienst tätig sein durfte, und wurde Professor der Archäologie an der Universität Athen.
In den folgenden Jahren wirkte er als Gelehrter und Schriftsteller, bis er 1856 zum griechischen Außenminister berufen wurde, ein Amt, das er bis 1859 versah. Seit 1845 war er auswärtiges Mitglied der Bayerischen Akademie der Wissenschaften. 1857 wurde er zum korrespondierenden Mitglied der Göttinger Akademie der Wissenschaften gewählt. Ab 1867 war er nacheinander griechischer Botschafter in Washington, D.C. – als erster seines Amtes in den USA überhaupt –, Konstantinopel, Paris und schließlich in Berlin, wo er unter anderem im Salon der Elise von Hohenhausen verkehrte. 1878 wurde er korrespondierendes Mitglied der Russischen Akademie der Wissenschaften. 1887 trat er in den Ruhestand.
Er heiratete Caroline Christine Skene, eine Tochter des schottischen Juristen James Skene of Rubislaw, aus deren Verbindung u. a. der griechische Gesandte Cléon Rizo-Rangabé stammt.

## Dichterisches Wirken
Bereits 1831 war Rhankaves mit seinem romantischen Gedicht Δῆμος καὶ Ἑλένη ins Licht der Öffentlichkeit getreten. Man kannte ihn in Griechenland als Dichter lange, bevor er bedeutende politische Positionen erlangte. Schnell galt er als einer der wichtigsten Vertreter der romantischen Ersten Athener Schule. Von 1847 bis 1849 gab er gemeinsam mit Panagiotis Soutsos die Literaturzeitschrift Euterpe heraus. Ab 1851 wandte er sich mehr und mehr von der Romantik ab, nachdem noch sein Prolog zu seinem Drama Φροσύνη von 1837 in gewisser Weise als „Manifest der Romantik“ in der griechischen Literatur gegolten hatte.
Rhankaves schrieb Gedichte und Novellen sowie wissenschaftliche Abhandlungen, meist zur Archäologie und zur neugriechischen Literaturgeschichte. Daneben leistete er Wichtiges als Übersetzer: So übertrug er Werke von Dante, Shakespeare, Goethe und Schiller ins Griechische.
Ab 1863 war Rhankaves Ehrenmitglied der Griechischen philologischen Gesellschaft in Konstantinopel.

## Veröffentlichungen (Auswahl)
- Δῆμος καὶ Ἑλένη. 1831
- Διάφορα ποιήματα. 2 Bde., 1837/40.
- Διονύσου πλοῦς. 1864.
- Γοργὸς ἱέραξ. 1871.
- Διάφορα Διηγήματα. 3 Bde., 1855–59.
- Ὁ Αὐθέντης τοῦ Μορέως. Historischer Roman, 1850.
- Ἱστορία τῆς Νεοελληνικῆς Λογοτεχνίας

### Deutsch
- Dämon der Liebe. Berlin: Richard Hartmann, 1913.
- Die beiden Schwestern und andere Novellen. Berlin: Hillger, 1906.
- Serlandis. Berlin: Hillger, 1898.
- Die Hochzeit des Kutrulis. Berlin: Dümmler 1848.